# 珀廷
珀廷是奥地利上奥地利州格里斯基兴县的一个市镇。总面积7.4平方公里，总人口536人，人口密度72.4人/平方公里（2005年）。